# Aelurillus cretensis
Aelurillus cretensis es una especie de araña araneomorfa del género Aelurillus, tribu Aelurillini, familia Salticidae. La especie fue descrita científicamente por Azarkina en 2002.
La longitud del prosoma del macho mide 5,2 milímetros y el de la hembra 6,8 milímetros. El macho posee patas marrones, con pelos blancos. La especie se distribuye por Europa: Grecia.